# Rino Passigato
Rino Passigato (ur. 29 marca 1944 w Bovolone we Włoszech) – duchowny katolicki, arcybiskup, nuncjusz apostolski.

## Życiorys
29 czerwca 1968 otrzymał święcenia kapłańskie i został inkardynowany do diecezji Werony. W 1969 rozpoczął przygotowanie do służby dyplomatycznej na Papieskiej Akademii Kościelnej. 
16 grudnia 1991 został mianowany przez Jana Pawła II nuncjuszem apostolskim w Burundi oraz arcybiskupem tytularnym Nova Caesaris. Sakry biskupiej 6 stycznia 1992 udzielił mu papież Jan Paweł II. 
W 1995 został nuncjuszem w Boliwii. W 1999 został przeniesiony do nuncjatury w Peru.
8 listopada 2008 został mianowany nuncjuszem apostolskim w Portugalii.
4 lipca 2019 przeszedł na emeryturę.